# 鄧力群
鄧 力群（とう りきぐん、1915年11月27日 - 2015年2月10日）は、中華人民共和国の政治家。保守派の理論家として1980年代に活躍した。

## 概要
1936年、北京大学に入学し、学生運動のリーダーから中国共産党、中国共産主義青年団に入る。中華人民共和国建国後は新疆分局の常務委員、秘書長、宣伝部長を務める傍ら、雑誌『紅旗』の副編集長を兼任した。
文化大革命では陳伯達に「現行反革命」と批判されて幹部学校で審査を受けていたが、1974年に復活し、翌年7月に国務院に新設された「政治研究室」の責任者となる。1978年9月から中国社会科学院副院長（-1980年7月）、党中央弁公庁副主任、中央書記処書記研究室主任（1987年7月閉鎖）。1982年4月から中央宣伝部長。1978年には中国国家経済委員会の顧問として日本を訪問している。
同年9月の第12回党大会で中央委員に選出され、一中全会で中央書記処書記。1983年に始まった「反精神汚染キャンペーン」では人道主義を支持した胡績偉人民日報社長を、保守派一丸となって解任に追い込む。1987年1月10日の民主生活会では、1970年代から続いたブルジョア自由化の蔓延は、胡耀邦の放任が原因とする演説を行い、「悔い改める」よう求めた。また、胡耀邦に近い中央宣伝部長の朱厚沢を解任し、保守派の王忍之にすげ替えた。
胡耀邦の総書記職は趙紫陽総理が代理を務めることになったが、1987年10月の第13回党大会を前に総書記の座を巡り保守派と改革派の暗闘が続いた。趙紫陽は『中国の特色をもつ社会主義の道に沿って前進する』との報告を行うなど改革が基調になり、胡耀邦が解任されても鄧小平は依然として改革志向であることが判明する。
保守派トップの陳雲は鄧力群の総書記就任に期待していたが、危機感を抱いた李鋭中央組織部副部長と鮑彤は鄧小平に鄧力群が改革開放に一貫して反対してきた極左主義であり、延安時代に李鋭の妻と密通した過去を暴露した。
趙紫陽経由で私信を受け取った鄧小平は、鄧力群を全ての職務から解任し、政治局委員から政治局候補委員に格下げし、李鋭には復讐しないよう求めた。なお第13期一中全会で鄧力群は中央委員選挙に落選したため、政治局候補委員にすらなれず、中央顧問委員会常務委員選挙でも落選したためヒラの顧問委員にしかなれなかった。趙紫陽失脚後、溜飲が下がったと自著に記している。
2015年2月10日、北京で死去。99歳没。